# 庫克蠕蛇鰻
庫克蠕蛇鰻，為輻鰭魚綱鰻鱺目糯鰻亞目蛇鰻科的其中一種，分布於中東太平洋的夏威夷群島海域，棲息深度3-5公尺，體長可達15.5公分，棲息在底層水域，屬肉食性，生活習性不明。

## 擴展閱讀
維基物種上的相關：庫克蠕蛇鰻